# Villa Sant'Antonio
Sant Antoni o Vila de Sant Antoni (català) o Villa Sant'Antonio (italià) també Santu Antoni Arruinas (sard) és un municipi italià, dins de la província d'Oristany. L'any 2007 tenia 454 habitants. Es troba a la regió de Marmilla. Limita amb els municipis d'Albagiara, Assolo, Asuni, Mogorella, Ruinas i Senis.

## Administració
| Període | Identitat        | Partit        |
| ------- | ---------------- | ------------- |
| 2005-   | Antonello Passiu | Llista cívica |